# Nishinomiya
Nishinomiya (jap. 西宮市 Nishinomiya-shi) – miasto w Japonii (prefektura Hyōgo), położone pomiędzy Kobe a Osaką.

## Położenie
Miasto leży w południowo-wschodniej części prefektury między Kobe a Osaką, graniczy z miastami:
- Kobe
- Takarazuka
- Ashiya
- Amagasaki
- Itami

## Historia
Miasto powstało 1 kwietnia 1925.
17 stycznia 1995 poważnie ucierpiało podczas wielkiego trzęsienia ziemi w Kōbe.

## Kultura

### UniwersytetyiCollege
Uniwersytety i Szkoły Wyższe Prywatne
- Uniwersytet Kwansei Gakuin
- Uniwersytet Otemae
- Kobe College (Uniwersytet żeński)
- Seiwa College i Junior College
- College Medyczny Hyogo
- Żeński Uniwersytet Mukogawa i Junior College
- Shukugawa Gakuin Junior College
- Koshien Junior College

## Sport
Jest sławne między innymi dzięki stadionowi baseballowemu Koshien drużyny Hanshin Tigers.

## Miasta partnerskie
- Stany Zjednoczone: Spokane
- Brazylia: Londrina
- Chiny: Shaoxing
- Francja: Agen